# Tchad TD01
Tchad TD01 var den svenska utlandsstyrkans militära insats i Tchad och Centralafrikanska republiken med EUFOR. Förbandet var till största delen taget ur amfibiekårens registerförband AM07. I december 2007 utbildades 200 soldater för insats i Tchad. Utbildningen genomfördes på Livgardet.  Ett amfibieskyttekompani och ett underhålls/ledningskompani utgjorde stommen. Sedan Sveriges regering beslutat om en förlängning av insatsen i Tchad lämnade TD01 i juli 2008 över till det nya förbandet TD01/F där F stod för förlängning.
Uppgiften var att skapa säkerhet för den humanitära verksamheten, skydda flyktingar och skapa förutsättningar för FN-polisen att verka i området. Det var den 25 september 2007 FN:s säkerhetsråd genom resolution 1778 beslutade att tillåta en multidimensionell närvaro i Centralafrikanska republiken och Tchad.
En av de första uppgifterna för den svenska styrkan var att bevakta EU-styrkans högkvarter i huvudstaden N'Djamena. I mitten av april kom svenskarna att flytta till staden Abéché för att utgöra taktisk reserv, Quick Reaction Force (QRF) - för övriga EUFOR.

## Bakgrund
Sedan 2003 har en väpnad konflikt, kallad Darfurkonflikten ägt rum i Darfur i västra Sudan. Konflikten är mellan de afrikanskdominerade rebellgrupperna Sudans befrielsearmé (SLA) och Justice and Equality Movement (JEM) som den ena parten, och den arabiskdominerade Janjawidmilisen stöttad av sudanesiska regeringsstyrkor som den andra parten. Detta har lett till oerhörda lidanden för den civila befolkningen och troligen har mellan 250 000 och 350 000 människor dött i det som av bland annat USA betecknas som ett folkmord och tre miljoner är nu direkt beroende av nödhjälp utifrån. Detta har lett till att mellan 400 000 och 500 000 människor har flytt till Tchad.

## Beslut
Den 25 september 2007 beslutade FN:s säkerhetsråd genom resolution 1778 att tillåta en multidimensionell närvaro i Centralafrikanska republiken och Tchad. Detta för att förbättra säkerheten för drygt 400 000 flyktingar från Darfur som fanns i området och för att förbättra arbetsmöjligheterna för de humanitära organisationerna i området.  Den 28 januari 2008 gav EU klartecken till att sätta in 3500 soldater i området, EU:s dittills största militära ingripande.
Mandatet var på ett år. Sverige begränsade sin del av insatsen till sex månader.
Sverige hade tidigare tillsammans med Norge erbjudit att utöka bidraget till FN:s insats UNAMID i Darfur med ett ingenjörsförband som skulle bidra till att bygga upp nödvändig infrastruktur under en tidig fas av insatsen i Darfur. Detta blev dock aktivt motarbetat av Sudans regering, vilket tvingade den svenska regeringen att ta tillbaka erbjudandet. Orsaken till motviljan att få hjälp var att Sudans president Omar al-Bashir inte accepterade skandinaver, eftersom Sudan enligt honom var övertygat att bland dem fanns ”underrättelseagenter, nämligen från Mossad och CIA”.

## Insatsen
Sveriges bidrag uppgick till cirka 200 soldater från beredskapsförbandet Internationella amfibiestyrkan vid Amf 1 som utgjorde förbandet TD01. Förbandet flögs direkt till Tchad, medan materielen transporterades med fartyget M/S Gute till hamnstaden Douala i Kamerun, varifrån det flögs vidare till Tchads huvudstad N'Djamena.
Insatsens geografiska område sträckte sig över ett 800 kilometer långt område – från i Tchad i norr till Centralafrikanska republiken, CAR, i söder. Förbandet uppgifter var bland annat att bygga två camper, skydda hjälparbetare, eskortera vattenborrare och andra förband och patrullera i staden Abéché.
Till en början var insatsen endast avsedd att pågå till slutet av juni, men efter mycket kritik om den stora relativa kostnaden för en sådan kort insats, 380 miljoner kronor, beslutade regeringen att förlänga den tre månader till en kostnad av ytterligare 45 miljoner kronor. I juli 2008 lämnade TD01 över till TD01/F, där F stod för ”fortsättning”. TD01/F hade som främsta uppgift att packa ihop och transportera hem allt materiel tidigast den 15 september 2008 och i andra hand skulle man fortsätta att utföra de uppgifter som TD01 tidigare utfört. Under den sista veckan i september lämnade den sista konvojen Camp Europa mot Tchads huvudstad N'Djamena.
I mars 2009 överlämnade EUFOR ansvaret till Minurcat. Det svenska deltagandet avslutades helt sommaren 2009.

### Befälhavare
- Kontingentschef för TD01: överstelöjtnant Peder Ohlsson
- Amfibieskyttekompani: major F. Sperling
- Kontingentschef för TD01/F: överstelöjtnant Patrik Gardesten

### Camperna
Den plats där huvuddelen av det svenska förbandet var förlagt fick namnet Camp Star vid staden Abéché. Man hade även haft camperna Camp Neptun i Abéché och Camp Thorleif i N'Djamena.

## TD01 i popkultur
Den svenska powermetalgruppen Sabaton gjorde 2008 en nyinspelning på sin hitlåt "Panzer Battalion" från albumet Primo Victoria som en hyllning för TD01. Bland annat är texten omskriven till viss del för att bättre passa TD01 samt så har de döpt om låten till Amphibious battalion.